# Mulard

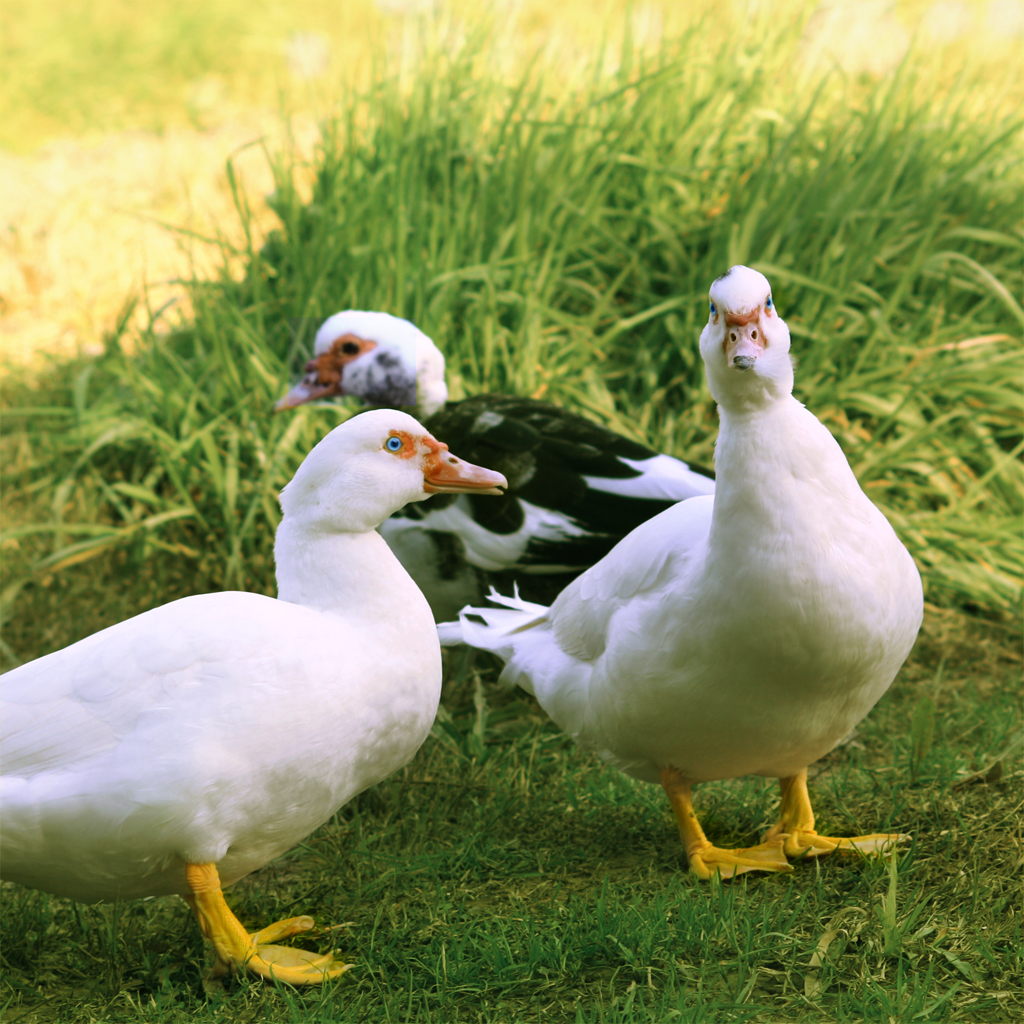
Mularder.

En mulard är en steril korsning mellan myskanka och vanlig anka.